# Палицин Олександр Олександрович
Олекса́ндр Олекса́ндрович Па́лицин ( частіше зустрічається форма прізвища Палі́цин; *1748 — †1816)  — просвітник, перекладач, поет, архітектор, колекціонер, громадський діяч.

## Життєпис
Уродженець Новгородчини. Найбільше вірогідна дата народження — 12 вересня (30 серпня за ст.стилем) 1748 р. Дитинство пройшло в дідовому маєтку Званці на р. Волхов. У підлітковому віці навчався у шляхетському кадетському корпусі (м. Санкт-Петербург). Отримав посаду ад'ютанта фельдмаршала Рум'янцева-Задунайського . Учасник першої російсько-турецької війни. Після  Кагульської битви вимушений вийти у відставку. З 1792 р. і до самої своєї смерті мешкав на хуторі Попівка Сумського повіту Харківської губернії (зараз — частина села Залізняк, Сумська область). Двічі (1795 р., 1798 р.) обирався повітовим маршалком дворян Сумського повіту.

## Архітектура
Із архітектурних пам'яток Паліцина відомі побудовані за його проектами:
- Свято-Троїцька церква у с. Славгород — 1807 р.;
- Храм Різдва Пресвятої Богородиці у с. Кам'янка — 1800 р.;
- Храм Іоанна Предтечі у с. Штепівка — 1811 р.;
- Храм Різдва Пресвятої Богородиці у с. Боромля — 1811 р.;
- Троїцький храм у с. Одринка — 1799 р.;
- Храм Архангела Михайла у с. Рокитне — 1805 р.;
- Храм Архангела Михайла у с. Радомля — 1801 р.;
- Будинок І. Кондратьєва у с. Залізняк — 1807 р.;
- Будинок генеральші П.Штеричевої у с. Баси — 1797 р.;
- Копія будинку П.Штеричевої у Харкові — 1800 р.;
- Бесідка для купця М.Мєдвєдьєва у Сумах — 1803 р.;
- Будівлі поміщиків Кондратьєвих у с. Низи — 1802 р.;
- Будинок поміщика О.Шидловського у с. Кам'янка — 1808 р.;
- Окремі будівлі паркового ансамблю у Старому Мерчику (садиба Шидловського) — 1801 р.;
- Окремі будівлі маєтку М.Камбурлєя у с. Хотінь — 1800 р.

Деякі дослідники відносять до справи рук Паліцина проект Свято-Успенського храму у с. Верхня Сироватка (1812 р., на будівлі церкви є табличка з таким ствердженням), хоча, скоріше, це проект його учениці — Катерини Алфьорової («Прівєти»).

## Просвітництво
- Керівник літературно-мистецького, просвітницького гуртка, в якому займалися архітектурою, перекладацькою діяльністю, художнім мистецтвом, гравіюванням; до відкриття Харківського університету гурток виконував роль своєрідного вищого навчального закладу для дітей місцевих дворян. Сам Паліцин називав цей гурток «Попівською академією».

Паліцин здійснив перший в Україні віршований переспів «Слова о полку Ігоревім» (1807 р.), написав критичний твір «Послание к Привете, или Воспоминание о писателях моего времени» (1807 р.), почав писати поему «Димитрий Донской» (1808 р., публікувалась тільки перша частина). Відомий, як перекладач творів французьких просвітників, переклав: «Новая Элоиза» Ж. Ж. Руссо, «О составлении ландшафтов…» Р. Л. де Жерардена, «Дифирамб на бессмертие души» Деліля, «Времена года» Ж. Ф. де Сен Ламбера, «Независимость писателя» Мільвуа. Деякі дослідники вважають, що перекладав і Вольтера. Автор близько двох десятків послань, опублікованих у журналах «Улей», «Руской вестник», «Вестник Европы». Збирав колекцію художніх полотен, офортів, гравюр, естампів, книг.
- Олександр Паліцин — один із ініціаторів створення Харківського університету (1805 р.)  — першого на Лівобережній Україні. У 1809 р. О.Паліцина обрали почесним членом Харківського університету, а в 1817 р. — членом Товариства Наук, яка існувала при Харківському університеті.

## Друзі та учні
- Найближчими друзями О.Паліцина були відомі особистості кінця XVIII — початку ХІХ ст.: В. Н. Каразін, В. В. Капніст, Є. О. Васильєв, І. Ф. Богданович, А. І. Кардашевський, В. А. Ушаков, ін. Також, практично всі місцеві поміщики: Кондратьєви, Шидловські, Надаржинські, Рахманови, Камбурлєй, Алфьорови, Кардашевські, Подольські, Романови, Подгоричані, Штеричеві, та ін.
- Найбільш відомі учні Паліцина: М.Алфьоров, В.Ярославський, Є.Станевич, С.Глінка.

## Власна родина і спадок
Дружина — Нєплюєва Євдокія Олександрівна (з 1771 р., померла у листопаді 1806 р.) Дітей не мав. Виховував, як прийомну доньку, — Алфьорову Катерину Федорівну (1790 р.н.) — вона ж «Прівєта», «Чадцо». Зробив власним спадкоємцем архітекта і гравера Алфьорова Миколу Федоровича, котрому передав маєток, власну приватну бібліотеку, невелику картинну галерею та власну збірку гравюр. Помер у 1816 р., похований у склепі поблизу маєтку (склеп зруйнований у 1924 р.)

## Вшанування пам'яті
Дослідник «Попівської академії» Михайло Тесля заснував сучасну Паліцинську академію  — громадську організацію, яка стала правонаступницею «Попівської академії». До складу входять сумські науковці, письменники, краєзнавці, творчі люди. З 1983 р. проводяться «Паліцинські читання», які збирають науковців і молодь, привертаючи увагу земляків до вивчення історії і культури рідного краю. В с. Залізняк Сумського району Сумської області у 1994 р. встановлено пам'ятник на місці поховання О. Паліцина. Видаються друковані твори про життя і діяльність просвітника, проводяться заходи у освітніх закладах Сумщини, програми на радіо і телебаченні.